# Alaunbahn Freienwalde
| Teufelsbrücke am Teufelssee |           |                                         |                                         |
| Vermutlicher Streckenverlauf gelb markiert, 1897 Vermutlicher Streckenverlauf gelb markiert, 1913 |           |                                         |                                         |
| Streckenlänge: | 1,7 km    |                                         |                                         |
| Spurweite: | unbekannt |                                         |                                         |
| |           |                                         |                                         |
| \| \| 0 \| Alaunwerke A.G. \| Alaunwerke A.G. \| \| \| \| Laugentunnel (230 m) \| \| \| \| \| Teufelsbrücke (70 m) \| \| \| \| \| Laugerei \| \| \| \| 1,7 \| Alaunstollen, Ton- und Braunkohlegruben \| Alaunstollen, Ton- und Braunkohlegruben \| |           |                                         |                                         |
| Betriebs-/Güterbahnhof Streckenanfang (Strecke außer Betrieb) | 0         | Alaunwerke A.G.                         | Alaunwerke A.G.                         |
| Tunnel (Strecke außer Betrieb) |           | Laugentunnel (230 m)                    | Laugentunnel (230 m)                    |
| Brücke über Wasserlauf (Strecke außer Betrieb) |           | Teufelsbrücke (70 m)                    | Teufelsbrücke (70 m)                    |
| Dienststation / Betriebs- oder Güterbahnhof (Strecke außer Betrieb) |           | Laugerei                                | Laugerei                                |
| Betriebs-/Güterbahnhof Streckenende (Strecke außer Betrieb) | 1,7       | Alaunstollen, Ton- und Braunkohlegruben | Alaunstollen, Ton- und Braunkohlegruben |

Die Alaunbahn Freienwalde war eine etwa 1,7 km lange Feldbahn von den Alaunwerken bei Freienwalde an der Oder durch einen denkmalgeschützten Tunnel und über eine Holzbrücke zu den Alaunstollen, Ton- und Braunkohlegruben bei der Laugerei südlich des Teufelssees.

## Geschichte
Bei Freienwalde wurde bereits seit mindestens 1778 salzhaltiger Ton, der Alaun oder Septarienton genannt wurde, abgebaut.

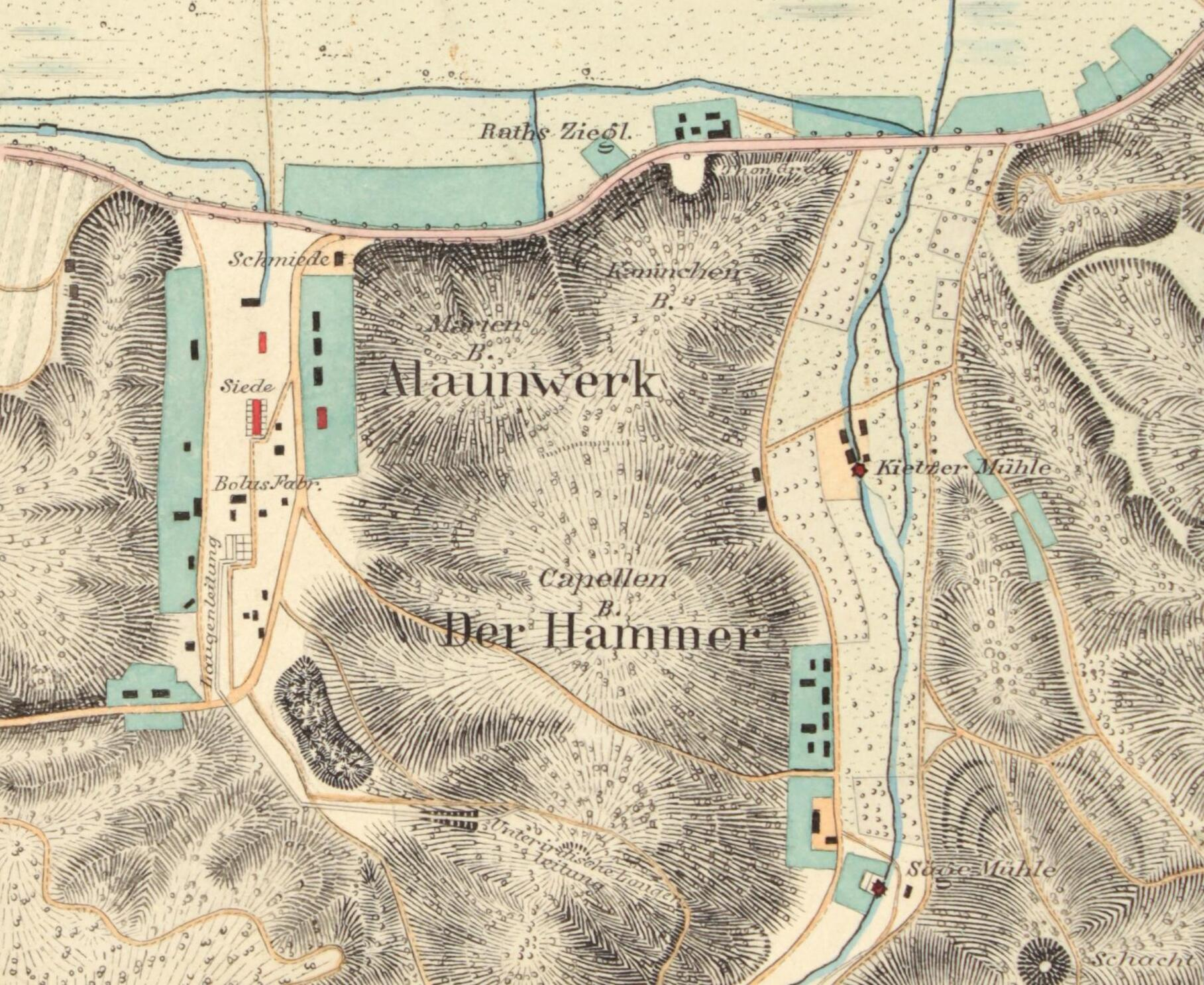
Die „unterirdische Laugenleitung“ auf einer Federzeichnung des Feldmesser-Kandidaten Ambrosius, wohl vor 1848

Der sogenannte Laugentunnel wurde wohl schon vor 1848 für eine „unterirdische Laugenleitung“ angelegt. Auf einer detailgenauen Manuskriptkarte des Feldmesser-Kandidaten Ambrosius zeigt das Alaunwerk im Westen den Laugentunnel zwischen Alaunwerk und Teufelssee. Die Zeichnung im selben Zeitraum wie die Urmesstischblätter, in jedem Fall aber wohl vor 1848. Das 1855 erbaute neue Rathaus ist auf der Kartenzeichnung noch nicht zu sehen.
Das 1,00 m breite und 1,70 m hohe Gewölbe des mehr als 230 m langen Tunnels ist durchgehend mit Ziegelsteinen ausgekleidet. In ihm verlief die etwa 1,7 km lange Feldbahn, die wohl auf einer 70 m langen Holzbrücke das Tal am Abfluss des Teufelssees überquerte. Die Feldbahn durch den Tunnel wurde um 1920 stillgelegt.
Der Tunnel ist heute ein Fledermausreservat. Er wurde 1968 zum Schutz der Fledermäuse vor illegalem Betreten gesichert. In den 1990er Jahren war der Tunnel noch begehbar, wie eine Aufnahme in einem Fledermaus-Fachmagazin zeigt. Obwohl das Bauwerk in der Denkmalliste des Landes Brandenburg steht, ist es dem Verfall preisgegeben.

## Lokomotiven

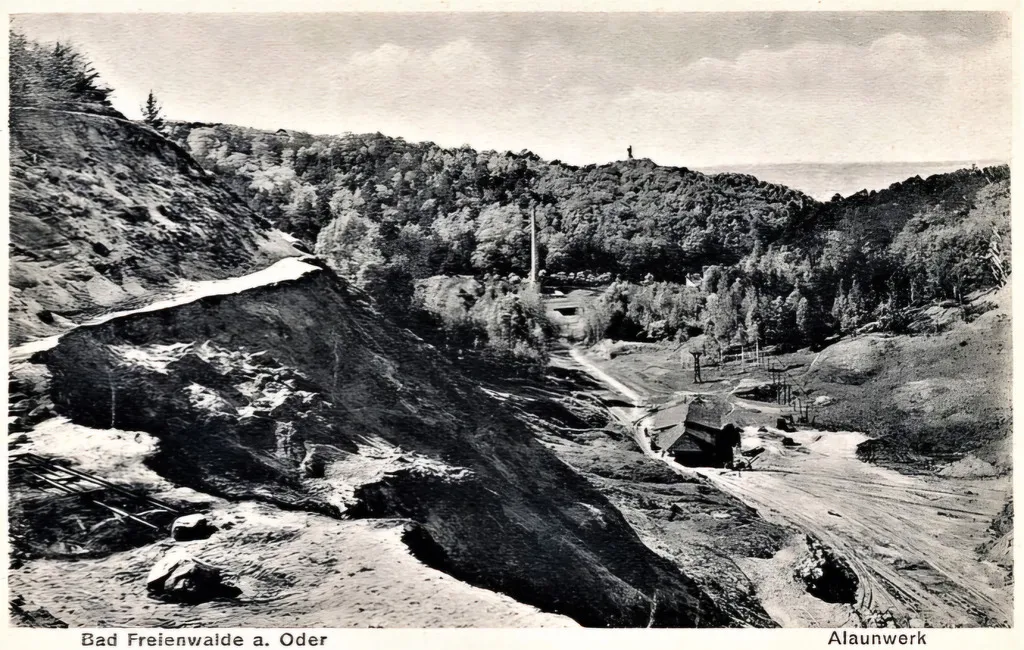
Links vorne ein tragbares Gleisjoch der fliegenden Gleise bei der Tongrube am Alaunwerk, das zur Zeit der Aufnahme nach 1925 bereits als Ziegelei genutzt wurde

Die Alaunwerke A.G., Bad Freienwalde haben mindestens zwei Feldbahnlokomotiven betrieben, als das ehemalige Alaunwerk bereits als Ziegelei genutzt wurde. Die Lokomotiven waren wahrscheinlich für die Tonbahn der Ziegelei bestimmt:
- Ruhrthaler, Fabrik-Nr. 740/1927, Typ 30 DL/S2
- Gmeinder, Fabrik-Nr. 458/1929, Feldbahn-Lokomotive, 10 PS[8]